# Exponenciális növekedés
Az exponenciálisan növekedő mennyiségek minél nagyobbak, annál gyorsabban növekednek. A növekedés mértéke arányos a mennyiség nagyságával. Az exponenciálisan növekvő mennyiségek változását exponenciális függvény írja le.
Az exponenciális növekedést az alábbi klasszikus példával lehet demonstrálni: első esetben valaki kap 1 centet és ez duplázódik minden héten, míg a második esetben ennek százszorosát, 1 dollárt kap, ami hetente mindig 1 dollárral növekszik. Rövid távon a második lehetőség jobb, azonban hosszabb időszakot tekintve (a 11. héttől) az első sokkal nagyobbra nő:
| Hét          | 0  | 1  | 2  | 3  | 4   | 5   | 6   | 7     | 8     | 9     | 10     | 11     | 12     | 13     | 14      | 15      |
| ------------ | -- | -- | -- | -- | --- | --- | --- | ----- | ----- | ----- | ------ | ------ | ------ | ------ | ------- | ------- |
| Első eset    | 1c | 2c | 4c | 8c | 16c | 32c | 64c | $1,28 | $2,56 | $5,12 | $10,24 | $20,48 | $40,96 | $81,92 | $163,84 | $327,68 |
| Második eset | $1 | $2 | $3 | $4 | $5  | $6  | $7  | $8    | $9    | $10   | $11    | $12    | $13    | $14    | $15     | $16     |

## Tulajdonságai

Az exponenciális növekedés minden polinomiális sebességnél gyorsabbá válik. Piros: lineáris, kék: köbös, zöld: exponenciális függvény

Az időben lezajló exponenciális növekedés, illetve csökkenés képlete:
{\displaystyle N_{t}=N_{0}\cdot e^{\lambda t}} exponenciális növekedés
{\displaystyle N_{t}=N_{0}\cdot e^{-\lambda t}} exponenciális csökkenés
ahol N0 a kezdeti mennyiség, és Nt a t időpontbeli mennyiség. Az exponenciális folyamatra jellemző a λ paraméter, amit rendszerint pozitívnak választanak csökkenés esetén is.
A mennyiség megkétszereződési, vagy felezési ideje függ a λ paramétertől:
{\displaystyle \lambda \cdot T=\ln 2}
ahol ln a természetes logaritmus.
Az egymástól Δt távolságra levő függvényértékek mértani sorozatot alkotnak {\displaystyle q=e^{\lambda \Delta t}} hányadossal. A mértani sorozatok elemi úton írnak le exponenciális folyamatokat.
Az exponenciális folyamatok gyakoriak a természetben. Ennek alapja az, hogy a növekedés egyenesen arányos a mennyiség nagyságával. Közönséges differenciálegyenlettel:
{\displaystyle y'(t)=\lambda y(t)}

### Növekedés és telítődés
A természetben sok növekedési folyamat kezdetben exponenciális növekedéssel írható le. Ideális körülmények között (táplálékbőség, ragadozók hiánya) így növekszik sok  populáció. Előbb-utóbb azonban eljön a telítődés ideje, amikor is a növekedés különböző okok miatt erősen lelassul; a természetben ilyen okok a terület eltartóképessége és a fajtársak vetélkedése. Ha ezt a becslések figyelmen kívül hagyják, akkor túlbecsülik a létszámot. Logisztikus függvénnyel és logisztikus egyenlettel a telítődést is figyelembe vevő becslések készíthetők. A telítődés folyamata a piramisjátékoknál is fontos szerephez jut.

### Diszkrét exponenciális növekedés
A folytonosnak tekinthető exponenciális növekedés mellett a diszkrét exponenciális növekedést alkalmazzák. Egy ilyen felhasználási terület a kamatos kamat számítása, amikor is a kamatot évente egyszer, és nem a kamat keletkezésének pillanatában tőkésítik, vagyis veszik hozzá a tőkéhez. Képlete:
{\displaystyle N_{t}=N_{0}\cdot (1+p)^{t},}
ahol p a kamatot, vagy a diszkrét növekedési rátát jelöli.
Az egész számú lépésekre folytonos exponenciális növekedés illeszthető. Ennek paramétere:
{\displaystyle \lambda =\ln(1+p).\,}
Így az évi 5%-os kamat évi 4,88%-os folytonos exponenciális növekedésnek felel meg.

### Térben exponenciális folyamatok
Az időben exponenciális folyamatok mellett léteznek térben exponenciális folyamatok is. Ilyen például egyes sugárzások elnyelődése homogén közegben. Ezek ugyanolyan képlettel írhatók fel, mint az időben exponenciális folyamatok, de idő helyett távolság szerepel bennük.

## Példák
Egy gyors növekedést bemutató példa a sakk feltalálásához kötődik. A monda szerint a feltaláló kért jutalmát a sakktáblára helyezett búzaszemek adták volna, amikor is az első mezőre egy szemet, és minden további mezőre kétszer annyi szemet kellett tenni, mint az előzőre. Ezután a feltaláló inkább csak az utolsó mezőre jutó mennyiséget kérte. Ez 264-1 búzaszemet jelentett. 

### Hajtogatás
Minden félbehajtásnál a fólia, vagy a papír vastagsága a kétszeresére nő. Ha egy ötször félbehajtott fólia vastagsága 480 µm, akkor kiszámítható, hogy egy réteg 15 µm. Tízszeri összehajtás után 15 mm, további tíz összehajtás után 15,7 m vastag lesz.
Különböző mechanikai tulajdonságai miatt egy normál rajzlap, vagy írógéppapír sem hajtható össze hétnél-nyolcnál többször, még nagy papírfelület esetén sem. Egy ennél vékonyabb típusú papírt az Állítólag… (Mythbusters) televíziós sorozat csapatának kilencszer sikerült félbehajtania.

### További példák
- Radioaktív bomlás
- Szabályozatlan maghasadás, atombomba
- Rák
- Világnépesség